# Блявтамак
Блявтама́к (рос. Блявтамак) — селище у складі Мідногорського міського округу Оренбурзької області, Росія.

## Населення
Населення — 946 осіб (2010; 1068 у 2002).
Національний склад (станом на 2002 рік):
- росіяни — 65 %